# Addams Family XXX Parody
Addams Family XXX Parody — американский порнографический фильм, написанный и снятый Родни Муром. Является порнопародией на Семейку Аддамс.

## В ролях
- Индия Саммер в роли Мортиши Аддамс
- Нина Хартли в роли бабушки
- Эван Стоун в роли Гомеса Аддамс
- Брэнди Энистон в роли Уэнздей Аддамс
- Аврора Сноу в роли мисс Миллбэнкс
- Алана Рэй в роли болельщицы
- Эмбер Рэйн в роли проститутки
- Сет Гэмбл в роли Пагсли Аддамс
- Барри Скотт в роли Дядя Фестер
- Дик Чибблз в роли Вещи
- Чарли Чейз в роли Кэтрин
- Элисон Тайлер в роли Клеопатры
- Рокко Рид в роли футболиста
- Крис Джонсон в роли футболиста
- Билл Бейли в роли садовника
- Ричи в роли садовника

## Список сцен
Всего в фильме 6 сцен + 2 бонусные DVD:
1. Нина Хартли и Дик Чибблз
2. Элисон Тайлер, Чарли Чейз, Индия Саммер, Билл Бейли, Ричи Калхун
3. Эмбер Рейн и Сет Гэмбл
4. Алана Рей, Брэнди Энистон, Крис Джонсон, Рокко Рид
5. Аврора Сноу, Барри Скотт
6. Индия Саммер и Эван Стоун

### DVD сцены (бонусные)[1]
1. Брэнди Энистон, Дик Чибблз
2. Элисон Тайлер, Чарли Чейз

## Награды и номинации
Фильм был номинирован на премию AVN Awards 2013 в 9 категориях:
- Лучшее художественное направление
- Лучший режиссер – пародия
- Лучшие дополнения к DVD
- Лучшая сцена группового секса
- Лучший макияж
- Лучшая упаковка
- Лучшая пародия – комедия
- Лучший сценарий – пародия
- Самая возмутительная сексуальная сцена

Однако ни в одной из категорий фильм награду не получил.
Брэнди Энистон сыгравшая Уэнздей Аддамс была номинирована на премию XBIZ Awards 2012 в категории "лучшая актерская игра второго плана года - женщина", но проиграла.